# Jean-Bernard Rousseau
Jean-Bernard Rousseau (22. března 1797, Annay-la-Côte – 13. dubna 1867, Sainte-Marie) byl francouzský římskokatolický řeholník kongregace Školských bratří, působící jako učitel a katecheta na ostrově Réunion. Katolická církev jej uctívá jako blahoslaveného.

## Život
Narodil se dne 22. března 1797 v Annay-la-Côte jako nejstarší ze čtyř dětí Bernarda Rousseaua a Reginy Pelletier. Jeho rodiče pomáhali během velké francouzské revoluce ukrývat kněží, kteří museli čelit pronásledování. Pokřtěn byl několik hodin po svém narození v domě svých prarodičů a první svaté přijímání a svátost biřmování přijal v roce 1807.
Na jeho vzdělání dohlížel místní farář, který zemřel dne 19. dubna 1811. Od 4. října 1818 dohlížel na zbytek jeho vzdělání nový farář. Rozhodl se vstoupit do kongregace Školských bratří, aby mohl sloužit druhým. Do Paříže dorazil 9. listopadu 1822 a 24. prosince téhož roku zahájil v kongregaci svůj noviciát. Přijal řeholní jméno Scubilion. 4. listopadu 1823 byl poslán do Alençonu, kde byl pověřen správou kuchyně a zahrady zdejšího řeholního domu. Dne 15. září 1825 složil dočasné řeholní sliby a 27. září 1827 složil své doživotní sliby. Učitelský titul získal v roce 1826.
Roku 1833 odcestoval na ostrov Réunion v Indickém oceánu, aby tam učil a evangelizoval. Spolu se dvěma dalšími společníky odplul 20. dubna 1833 a 15. července téhož roku dorazil do Saint-Denis na lodi La Commerce. V letech 1833–1843 zde učil chudé děti a byl hlasitým zastáncem otroků. Bojoval také proti špatnému zacházení a zneužívání otrokyň. 17. listopadu 1843 byl poslán do Saint-Leu, kde začal učit a zároveň připravoval otroky na křest a první svaté přijímání. Do Sainte-Marie dorazil 14. prosince 1856, aby zde pokračoval ve své činnosti. V roce 1866 krátce navštívil Madagaskar, aby tam otevřel školu. Všechny své hodiny výuky upravil tak, aby vyhovovaly domorodcům, a také zavedl večerní kurzy. Při svých iniciativách také spolupracoval s místními kněžími.
Zemřel 13. dubna 1867 po dlouhé nemoci v Sainte-Marie a jeho pohřeb, kterého se zúčastnily stovky lidí, se konal následujícího 14. dubna. Byl pohřben v Sainte-Marie, ale jeho ostatky byly v roce 1939 přeneseny do řeholního domu kongregace Školských bratří v Saint-Denis.

## Úcta
Jeho beatifikační proces započal dne 30. března 1981, čímž obdržel titul služebník Boží. Dne 9. června 1984 jej papež sv. Jan Pavel II. podepsáním dekretu o jeho hrdinských ctnostech prohlásil za ctihodného. Dne 8. května 1987 byl uznán zázrak na jeho přímluvu, potřebný pro jeho blahořečení.
Blahořečen pak byl dne 2. května 1989 papežem sv. Janem Pavel II. během jeho apoštolské návštěvy ostrova Réunion.
Jeho památka je připomínána 13. dubna. Bývá zobrazován v řeholním oděvu.